# Frozen (2010)
Frozen (bra: Pânico na Neve) é um filme estadunidense de terror psicológico lançado em 2010, escrito e dirigido por Adam Green e estrelado por Kevin Zegers, Shawn Ashmore e Emma Bell.

## Sinopse
Os amigos de infância Dan Walker e Joe Lynch, juntamente com a namorada de Dan, Parker O'Neill, estão passando uma tarde de domingo em uma estação de esqui da Nova Inglaterra, no Monte Holliston. Dan convence Parker a subornar o atendente do teleférico, Jason, a deixá-los ir ao teleférico sem terem que pagar o preço total para três bilhetes. Após passarem a tarde inteira esquiando, os três estão ansiosos para darem uma última volta sobre as montanhas antes de ir para casa. No entanto, agora é tarde, a estação de esqui decide fechar mais cedo, pois uma tempestade se aproxima.
Os amigos convencem Jason a deixá-los ir ao teleférico uma última vez. Neste ponto, o resort está quase deserto. Jason é chamado ao gabinete do chefe e é substituído por um colega de trabalho, Rifkin. Ao sair, ele diz a Rifkin que ainda há apenas três esquiadores no local e depois o teleférico pode ser desligado. Outro grupo de três esquiadores desce a montanha. Quando Rifkin os vê, desliga o teleférico, encalhando os três personagens centrais em sua cadeira de teleférico muito acima do chão.
Os amigos ficam irritados ao perceberem que há uma dificuldade técnica com o teleférico. Pouco tempo depois, no entanto, as luzes se apagam, assustando os três esquiadores. A noite chega e uma tempestade de neve se aproxima. Depois de várias horas, os amigos percebem que ninguém está vindo para tirá-los dali e que eles podem ficar presos lá em cima durante toda a semana, já que o resort ficará uma semana fechado. Parker, em seguida, perde a luva direita, enquanto fuma. Dan percebe que ele não tem escolha a não ser saltar da cadeira do teleférico e conseguir ajuda, pois eles não sobreviverão ao frio até sexta-feira.
Dan salta fora do teleférico e sofre fratura exposta em ambas as pernas. Mais tarde, é abordado por um lobo que rosna para ele, mas Parker lança seu snowboard e espanta o animal. Joe, agora temendo pela segurança de Dan, decide subir e atravessar o cabo do teleférico para que possa chegar a uma cadeira que está mais perto do chão. No entanto, depois de percorrer alguns metros, ele volta para a sua cadeira e detém Parker, para evitar que ela veja a cena abaixo. Dan foi cercado por um bando de lobos que o devoraram. Mais tarde, Joe e Parker tem uma luta em que Joe furiosamente acusa Parker de ser muito insensível e só cuidar de si mesma, enquanto Parker o culpa por não dissuadir Dan de saltar. No entanto, eles logo fazem as pazes.
Pela manhã, Parker acorda com a mão direita presa à barra de segurança do teleférico. Ela dolorosamente puxa a mão, perdendo pele no processo. Além disso, ela desenvolveu queimaduras no rosto. Depois de algumas horas, Joe sobe, atravessa o cabo do teleférico e desta vez desce a escada com segurança. Ao mesmo tempo, a cadeira de Parker no teleférico começa a inclinar, uma vez que o cabo de suporte começou a afrouxar. Depois de lutar contra um par de lobos usando um polo de esqui, Joe desliza para baixo da montanha, planejando voltar com ajuda para Parker, mas os lobos o perseguem.
Outra noite passa e ninguém aparece para ajudar Parker. Ela agora percebe que algo aconteceu com Joe. No dia seguinte, ela começa a tentar saltar para baixo, mas o parafuso que prende a cadeira se desprende, a cadeira cai uns seis metros, mas é aparada por um cabo de apoio. Parker pula, agora, de uma altura razoavelmente segura, mas é ferida após o assento da cadeira cair em seu tornozelo. Ela, então, alternadamente desliza e se arrasta numa montanha abaixo, parando ao ver uma mancha de sangue na neve, sendo abordada por um lobo em seguida. Depois de ameaçá-la, o lobo vai embora e Parker vê que Joe foi morto e agora o lobo devora seus restos mortais. Completamente traumatizada, Parker chega a uma estrada próxima. Eventualmente, um carro aparece e o motorista a socorre. Durante a condução, o homem chama o hospital e diz ter encontrado uma moça machucada fora do resort de esqui. O filme termina com Parker fechando os olhos ao ouvir motorista lhe dizendo, com a voz de Dan, "Você vai ficar bem, querida. Você vai ficar bem."

## Elenco
- Shawn Ashmore como Joe Lynch[5]
- Emma Bell como Parker O'Neill[6]
- Kevin Zegers como Dan Walker[7]
- Rileah Vanderbilt como Shannon[8]
- Ed Ackerman como Jason[9]
- Adam Johnson como Rifkin[10]
- Christopher York como Ryan[11]
- Peder Melhuse como Driver
- Kane Hodder como Cody[12]
- Will Barratt como Sullivan
- Adam Green como Homem no teleférico #1
- Joe Lynch como Homem no teleférico #2
- Cody Blue Snider como fã de Twisted Sister no refeitório

## Produção
Frozen foi filmado em Snowbasin, próximo a Ogden, Utah, em fevereiro de 2009 e distribuído por Anchor Bay Entertainment.

## Recepção

### Crítica
Frozen recebeu críticas mistas dos críticos, com 60% de aprovação no Rotten Tomatoes, com um consenso de que "o escritor / diretor Adam Green tem o fio da meada, inventivo e assustador em Frozen, mas nem o script nem o elenco são fortes o suficiente para realmente lhe fazer jus". O crítico Richard Roeper afirmou que o filme é "um festival de sustos divertido e cheio de suspense, às vezes um pouco maravilhosamente grotesco", enquanto o The Hollywood Reporter comentou que "não foi escrito, dirigido ou agiu bem o suficiente para ser um thriller de primeira".

### Da indústria de esqui
Notavelmente, o filme foi muito mal recebido entre os executivos do setor e especialistas em esqui, principalmente para o que consideraram ser a natureza "ridícula" da trama. Atualizações do Twitter e do Facebook de resorts de esqui, esquiadores e fabricantes insinuam o possível lançamento oficial de uma sátira do filme.

### Bilheteria
Frozen arrecadou em seu primeiro fim de semana 131.395 dólares. Porém, ficou aquém nas semanas seguintes. Internacionalmente, o filme arrecadou mais de 2,4 milhões de dólares, elevando sua receita bruta total para pouco menos de 2,7 milhões. No seu maior lançamento doméstico, foi exibido em 106 cinemas.

### Prêmios e indicações
Foi indicado ao prêmio Saturno de Melhor Filme Horror, mas perdeu para Drag Me to Hell